# Häntzschelstiege
Die Häntzschelstiege ist ein Klettersteig in der Sächsischen Schweiz.

## Lage
Die Stiege liegt in der Gemarkung Ostrau und gehört damit zu Bad Schandau. Sie führt vom Fuß des Bloßstocks in den Affensteinen bis zur Spitze des Langen Horns, nördlich des Großen Winterbergs. Die Häntzschelstiege überwindet dabei auf einer Länge von 700 m einen Höhenunterschied von rund 160 Metern. Nach der Ende der 1990er Jahre erfolgten Sanierung zählt die Stiege 516 Stufen. Sie besteht aus zwei Teilen, zwischen dem unteren und dem oberen Teil wird der Steig von der Oberen Affensteinpromenade gekreuzt. Beide Teile können damit auch unabhängig voneinander begangen werden.

## Geschichte der Stiege
Angelegt wurde der Klettersteig in den 1960er-Jahren durch Rudolf Häntzschel aus Sebnitz, dem die Stiege auch ihren Namen verdankt. Er baute den Steig aus eigener Initiative, ohne offizielle Erlaubnis und weitgehend im Alleingang mit Material, das er teilweise von Schrottplätzen gewonnen hatte. Er benötigte dafür an die zehn Jahre. Häntzschel benannte die Stiege im Bestreben, damit ihren Erhalt gegenüber den Behörden zu sichern, zunächst Herta-Lindner-Steig, nach der 1943 hingerichteten Widerstandskämpferin Herta Lindner. Der Name setzte sich allerdings nicht dauerhaft durch. Die Stiege entwickelte sich schnell zu einer beliebten Tour. Dies führte 1986 zu ersten Sanierungsarbeiten durch Anlage zusätzlicher Holzstufen am Einstieg, da die hohe Frequentierung dort zu erheblichen Erosionsschäden geführt hatte. Da es nach dem Tod von Rudolf Häntzschel im Jahr 1987 noch kaum zu Instandhaltungsmaßnahmen kam, verfielen die Bauteile allmählich. 1998 gab es Pläne der Nationalparkverwaltung, die Stiege zu sperren. Dagegen gab es massive Proteste von Wandervereinen, dem Sächsischen Bergsteigerbund und der Sächsische-Schweiz-Initiative. Daraufhin wurde zunächst der untere Teil saniert, im Jahr 2002 auch der obere Teil. Seit der Sanierung des oberen Teils wird die Stiege deutlich schwerer eingestuft, da früher verwendete Metallbleche durch einfache Stahlbügel ersetzt wurden.
Die Begehung ist nur im Aufstieg gestattet. Für den Abstieg bietet sich die Wilde Hölle, eine schmale Schlucht, an.

## Schwierigkeit
Der Klettersteig wird mit der Schwierigkeit B eingestuft. Die Häntzschelstiege besitzt als einzige Stiege in der Sächsischen Schweiz Drahtseile zur Sicherung mit Klettersteigsets. Die übrigen Stiegen wie etwa die Rübezahlstiege oder die Rotkehlchenstiege sind nicht mit Drahtseilen ausgestattet.

## Frequentierung
Nach Angaben der Verwaltung des Nationalparks Sächsische Schweiz wird die Häntzschelstiege im Jahr von etwa 100.000 Wanderern begangen, an einzelnen Tagen sind demnach knapp 1.000 Personen auf dem Steig unterwegs (Stand April 2017). Die Nationalparkverwaltung schätzt, dass etwa acht bis zehn Prozent der Kletterer jedoch den Aufstieg aufgrund des hohen Anspruchs wieder abbrechen.

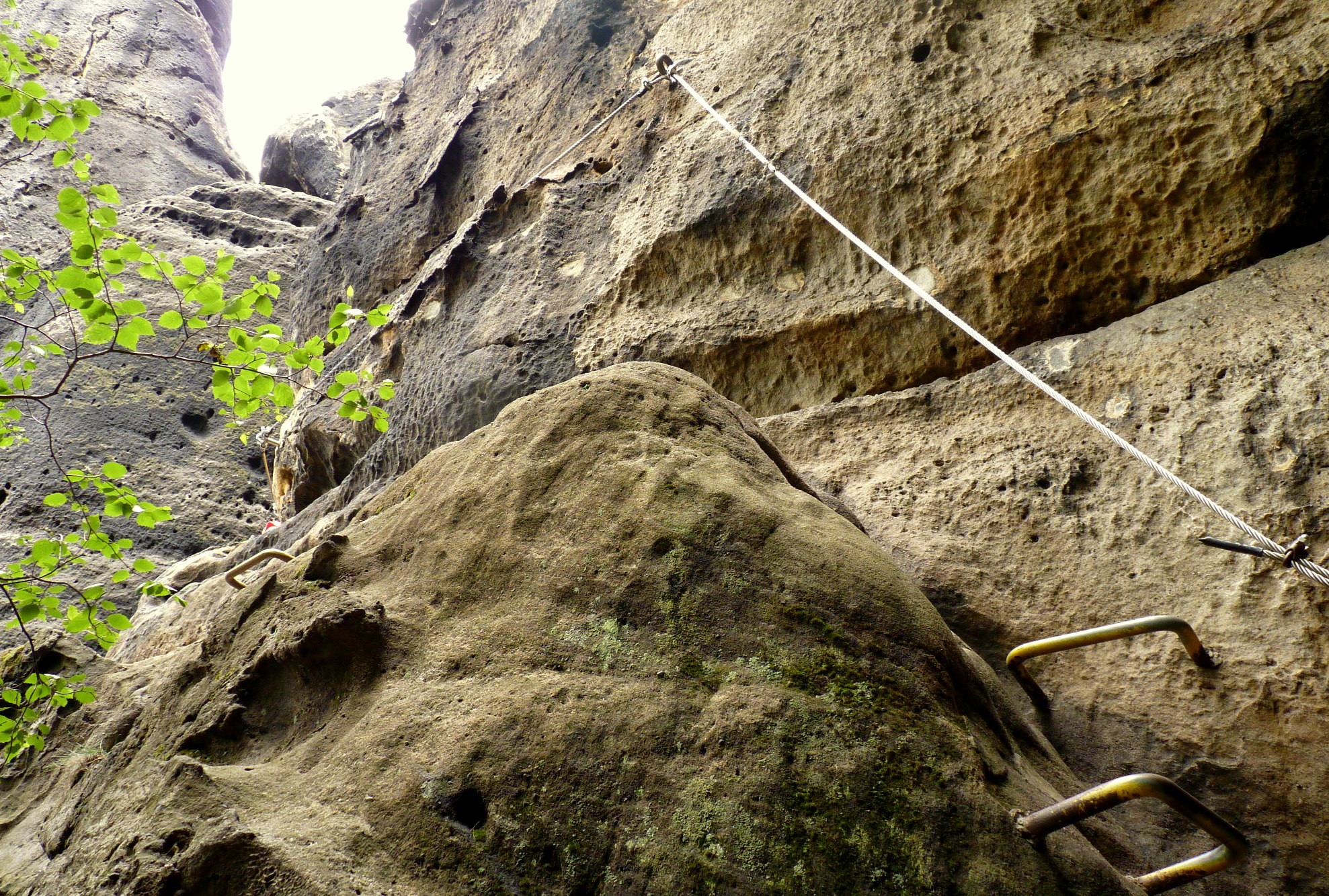
Abschnitt des unteres Teilstücks
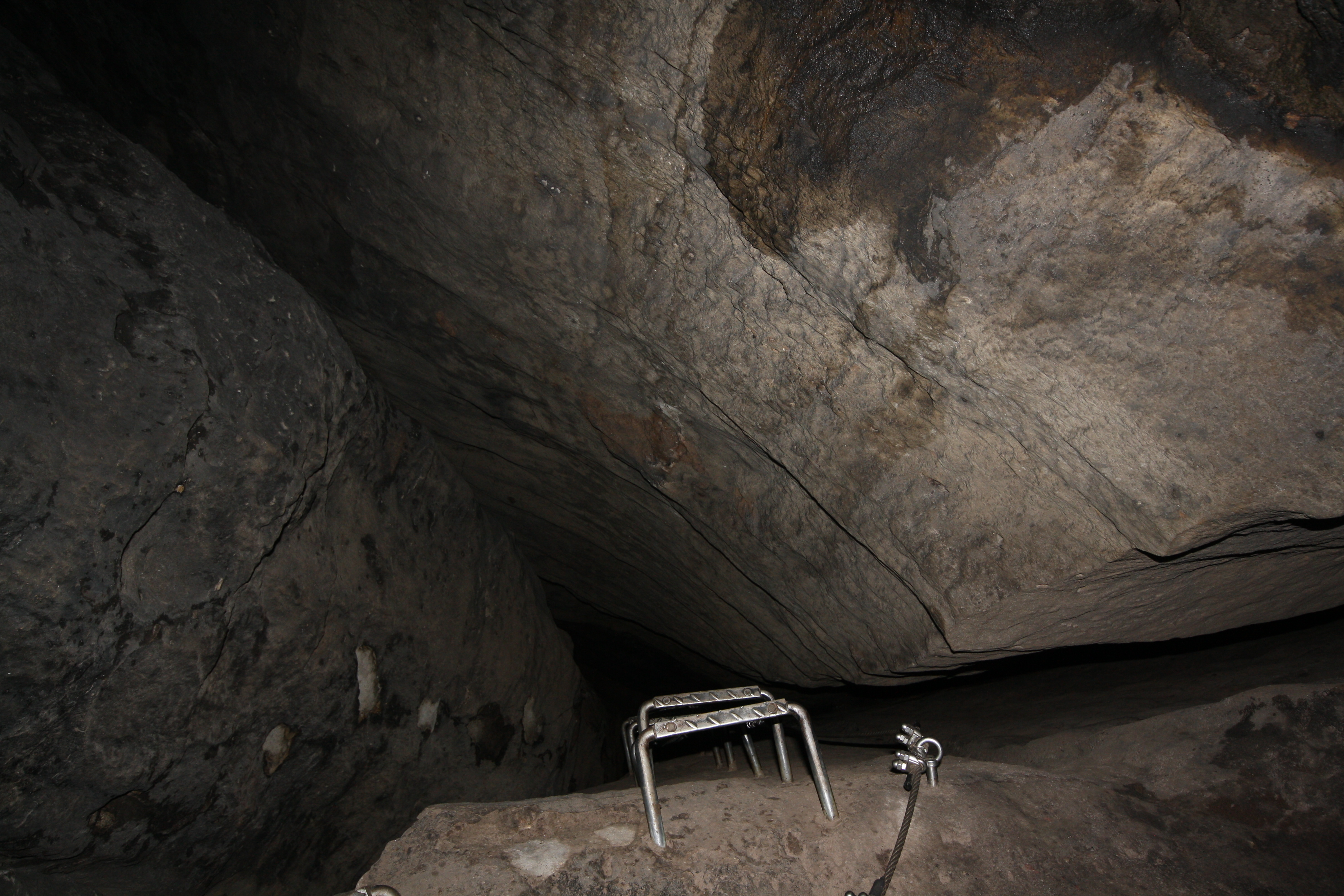
Kamin im oberen Abschnitt
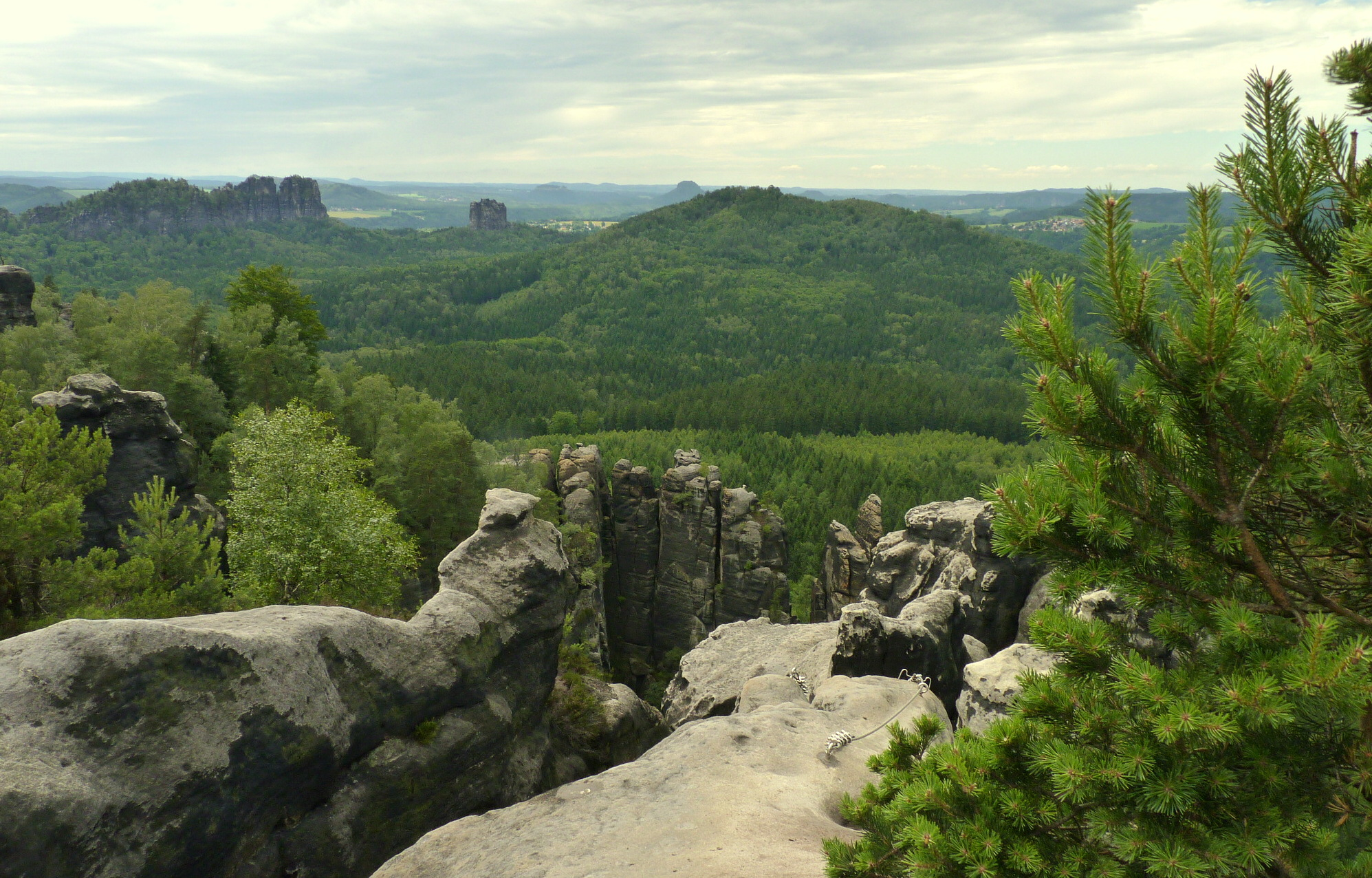
Ausstieg auf das Lange Horn mit den Schrammsteinen und dem Falkenstein im Hintergrund